# Карл Леополд фон Шлибен
Карл Леополд фон Шлибен (на немски: Leopold Karl Graf von Schlieben; * 3 февруари 1723 в Магдебург; † 18 април 1788 в Кьонигсберг в Източна Прусия) е граф от знатния саксонски род Шлибен, пруски бюджетен министър (1769 – 1772).
Той е син на граф Георг Адам III фон Шлибен (1688 – 1737) и съпругата му графиня Катарина Доротея Финк фон Финкенщайн (1700 – 1728), сестра на граф Вилхелм Албрехт Финк фон Финкенщайн (1705 – 1752), дъщеря на граф Албрехт Кристоф Финк фон Финкенщайн (1661 – 1730) и фрайин Арнолда Шарлота фон Крайцен (1673 – 1749). Брат е на Георг Адам IV фон Шлибен (1728 – 1795) и на Мария Шарлота Луиза фон Шлибен (1721 – 1803), омъжена през януари 1739 г. в Кьонигсберг за граф Фридрих Конрад Финк фон Финкенщайн (1713 – 1748).
Шлибен започва да следва през 1739 г. в Кьонигсбергския университет. През 1749 г. той става масон в Берлин. Той става през 1768 г. таен бюджетен съветник и член на пруското управление. Едновременно той е обер-бургграф в Прусия. През 1775 г. той влиза в „Ложата Кьонигсберг“. Той също е хауптман на Гердауен (в Кьонигсберг) и от 1754 г. наследствен господар в Зандитен, който купува от брат си, също от 1776 до 1786 г. в Алт-Хауз Гердауен. Накрая той е министър и президент на източно-пруския „Пупиленколегиум“ (Pupillenkollegium) по опекунство. Той е рицар на „Йоанитския орден“.
Карл Леополд фон Шлибен умира на 65 години на 18 април 1788 г. в Кьонигсберг.
Дъщеря му Фридерика фон Шлибен (1757 – 1827) е баба на датския крал Кристиан IX (1818 – 1906).

## Фамилия
Карл Леополд фон Шлибен се жени на 18 януари 1747 г. в Кьонигсберг за графиня Мария Елеонора фон Лендорф (* 5 февруари 1723, Щайнорт; † 2 февруари 1800, Кьонигсберг), дъщеря на граф Ернст Ахазвер фон Лендорф (1688 – 1727) и Мария Луиза Хенриета фон Валенродт (1697 – 1773). Те имат децата:
- Каролина фон Шлибен, омъжена за граф Фридрих Вилхелм фон Шлибен († 1783)
- Леополд фон Шлибен (* 14 март 1748, Щайнорт; † 1799), женен на 18 януари 1776 г. в Зандитен за графиня Луиза Ернестина Фердинанда София фон Изенбург-Бюдинген-Вехтерсбах (* 8 юни 1750; † 30 април 1812), дъщеря на граф Карл Лудвиг фон Изенбург-Бюдинген-Вехтерсбах (1720 – 1785) и графиня графиня Луиза Шарлота фон Лендорф (1726 – 1762), сестра на майка му Мария Елеонора фон Лендорф
- Фридерика Амалия Антония фон Шлибен (* 28 февруари 1757, Кьонигсберг; † 17 декември 1827, Билке палат, Шлезвиг), омъжена на 9 март 1780 г. в Кьонигсберг за херцог Фридрих Карл Лудвиг фон Шлезвиг-Холщайн-Зондербург-Бек (* 20 август 1757, Кьонигсберг; † 25 март 1816, Велингсбютел при Хамбург) и е баба на датския крал Кристиан IX (1818 – 1906).